# Гвоздики плямисті
Гвоздики плямисті, гвоздика краплиста (Dianthus guttatus) — вид рослин з родини гвоздикових (Caryophyllaceae), поширений в Україні, Молдові, Румунії.

## Опис
Багаторічна рослина 20–45 см заввишки. Стебла закінчуються одиночними квітками, голі або внизу трохи шорсткі. Листки лінійні, 1–3 мм шириною. Чашечка 12–15 мм довжиною. Пластинки пелюсток рожеві, з білими і червоними плямами.

## Поширення
Поширений в Україні, Молдові, Румунії.
В Україні вид зростає у степах і на луках — на півдні Степу, звичайний.